# Пенна-Сан-Джованни
Пенна-Сан-Джованни (итал. Penna San Giovanni) — коммуна в Италии, располагается в регионе Марке, в провинции Мачерата.
Население составляет 1302 человека (2008 г.), плотность населения составляет 47 чел./км². Занимает площадь 28 км². Почтовый индекс — 62020. Телефонный код — 0733.
Покровителем населённого пункта считается святой Иоанн Креститель, празднование 24 июня, 29 августа.

## Демография
Динамика населения:

## Администрация коммуны
- Официальный сайт: http://www.pennasangiovanni.sinp.net Архивная копия от 6 июля 2008 на Wayback Machine